# Kapszani frakcióincidens
A kapszani frakcióincidens (hangul: 갑산파 사건, Kapszanpha szagon, handzsa: 甲山派 事件, RR: Kapsan-p'a sagŏn) egy sikertelen kísérlet volt Kim Ir Szen, Észak-Korea vezető hatalmának az aláásására 1967 körül. Az észak koreai vezetés még nem volt teljesen Kim Ir Szen kezében, a kommunista pártban több frakció is működött. Ez a frakció az 1930-as és 1940-es évek Japánellenes küzdelmének veterán vezetőiből álló csoport volt, amely kezdetben közel állt Kimhez.
1967 áprilisára a frakciósok hirtelen eltűntek a nyilvánosság elől. Kizárták őket a pártból, és vidékre vagy börtönbe küldték őket. Pak Kumcshol (Pak Kŭm-ch'ŏl) vagy öngyilkos lett, vagy kivégezték, és a frakció többi kulcsfontosságú tagja is gyanús körülmények között meghalt. Kim Ir Szen testvérével, az  akkori örökösével, Kim Jongdzsu (Kim Yŏng-ju)val megíratták a monolitikus ideológiai rendszer létrehozásának tíz alapelvét. Ez az új politika végleg megkérdőjelezhetetlenné tette Kim Ir Szen egyeduralmát, és kiterjesztette személyi kultuszát a Kim család többi tagjára is.

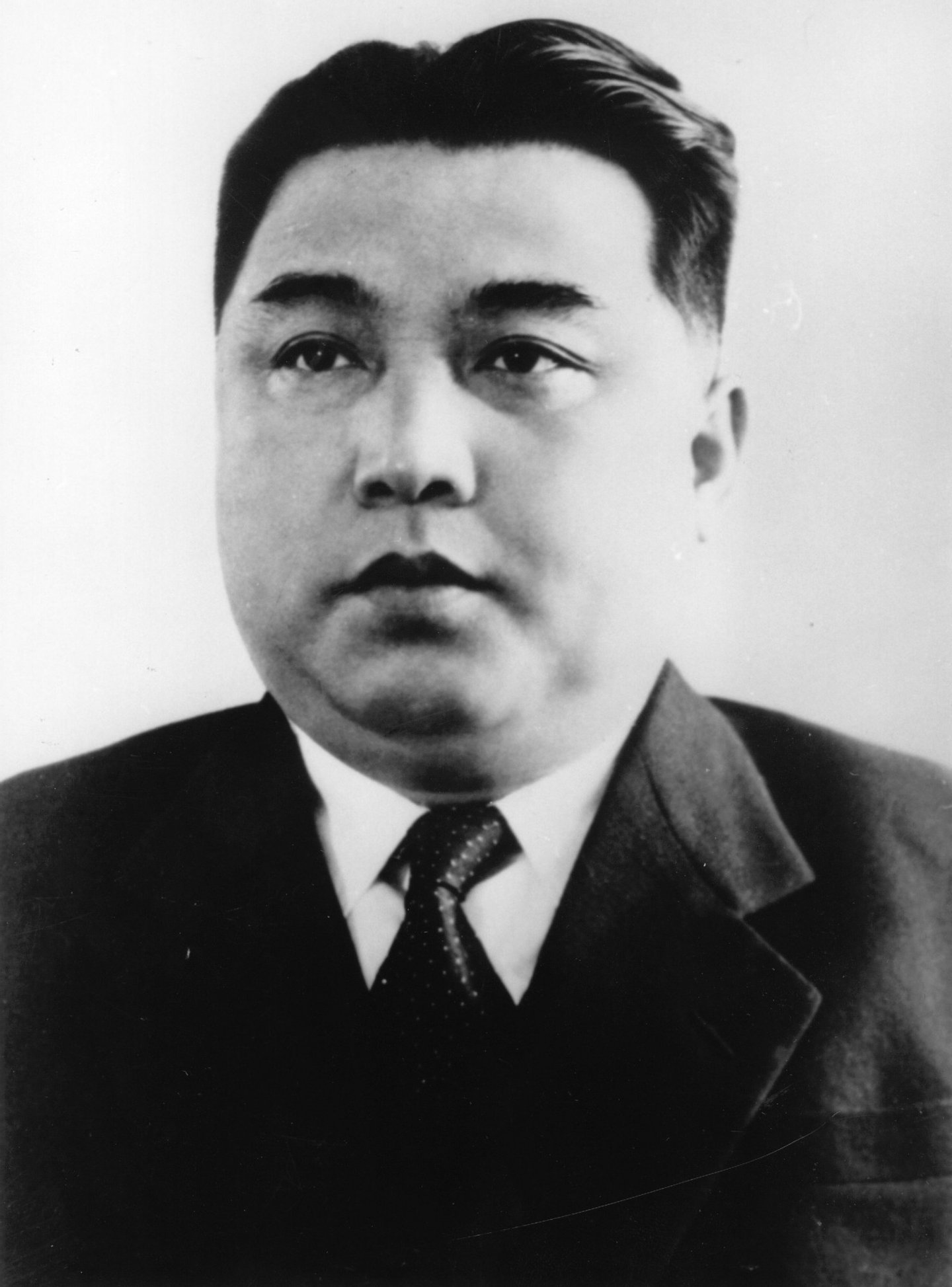
Kim Ir Szen 1950-ben

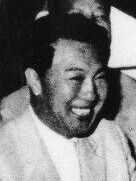
Pak Kumcshol (Pak Kŭmch'ŏl), Kim Ir Szen vetélytársa

Kim Ir Szen fia, Kim Dzsongil (Kim Jŏng-il) is részt vett a tisztogatásokban, és átvette a párt Propaganda- és Agitációs Osztályának vezetését, ami az apja által ráruházott első politikai feladat volt, megnyitva az utat egyre befolyásosabb szerepéhez az ország politikájában, végül apja 1994-ben bekövetkezett halála utáni utódja lett.

## Előzmények
A Kapszan frakció a régi Dél-Hamgjong tartomány (ma Rjanggang tartomány) Kapszan megyéjéről kapta a nevét, amely a japánellenes harc idején egy földalatti felszabadító szervezetnek, a Kapszan (Kapsan) Műveleti Bizottságnak (갑산공작위원회; 甲山工作委員會) adott otthont. A csoport tagjai logisztikai támogatást nyújtottak Kim Ir Szen japánok elleni harcához. Korea felszabadítását követően Kim gerilla frakciójának soraiba tartoztak az Észak-koreai Munkapártban. A csoport eredete annyira összefonódik Kim Ir Szen tevékenységeivel, hogy néha az egész gerillafrakciót kapszan (kapsan)inak nevezik. A politikai nézetkülönbségek miatt a frakció fokozatosan elkülönült a gerilla frakció többi részétől. Kim az 1950-es években számos tisztogatás során eltávolította a párt más frakcióit, amelyek közül a legjelentősebb leszámolás az 1956. augusztusi frakcióincidens volt, de a kapszan (kapsan)i frakció ekkor még megmaradt. A Koreai Munkapárt  vagyis kommunista párt 1966-os második konferenciáját követően a frakció elkezdte hangoztatni panaszait.
A frakció olyan gazdaságpolitikát terjesztett elő, amely különbözött Kim Ir Szen gazdasági modelljétől. Különösen ellenezték a Pjongdzsin (Pyŏngjin) (párhuzamos fejlesztés) politikáját, amely egyszerre fejlesztette a gazdaságot és a hadsereget, a civil nemzetgazdaságot a hadsereg szükségleteivel szemben előnyben részesítve. Különösen a könnyűiparnak kedveztek volna a nehéziparral szemben úgy, hogy elvonják a forrásokat a hadseregtől és javítják az emberek életszínvonalát. Azt akarták, hogy az állampárt a gazdasági tervezésben betöltött szerepét a közgazdasági, tudományos és mérnöki szakértőkre bízza. Emellett egy gazdasági értékelméletet is támogattak, és egy pénz jellegű fizetőeszköz bevezetését szorgalmazták, hogy anyagi ösztönzőket nyújtsanak a munkavállalóknak.
A fő kérdés azonban az volt, hogy ki követheti Kim Ir Szent Észak-Korea vezetőjeként. Kim az öccsét, Kim Jongdzsu (Kim Yŏng-ju)t léptette elő kijelölt utódként, de a jelöltnek hitelesnek és elismertnek kellett volna lennie. Ő azonban nem vett részt a japánok elleni harcban, mint a gerilla- és kapszani (kapsani) frakció tagjai.  Emiatt a kapszani frakció vezetője, Pak Kumcshol (Pak Kŭm-ch'ŏl), aki ranglétrán az állam alelnöke és a párt negyedik legmagasabb rangú tagja lett sokat bírálta. Pakot bosszantotta Kim Ir Szen növekvő személyi kultusza, és az, hogy az figyelmen kívül hagyta az olyan emberek tapasztalatait, mint ő, akik sokat áldoztak az országért a felszabadulás során.
A kapszan (kapsan)i frakció Pakot próbálta meg Kim Ir Szen utódjának kineveztetni. Első lépésként segítettek Kim Ir Szennek megbuktatni és eltávolítani Kim Csangnamot, egy kiemelkedő politikai teoretikust, de csak azért, hogy helyet csináljanak Paknak. A frakció tagjai Pak szavait Kim Ir Szen „tanításaival” egyenértékűnek kezdték magasztalni.  Az eredeti frakció tagjainak háborús emlékiratai az 1960-as évek eleje óta jelentek meg, kezdve Pak Tallal 1963-ban, majd ezt követte Ji Dzse-szun, Ji Hjo-szun testvérének emlékirata 1964-ben. Egy 1964-es albumban Pak Tal és Pak Kumcshol (Pak Kŭm-ch'ŏl) fotói is szerepeltek Kim Ir Szen fotója mellett. Amikor Pak felesége, Cso Cse-rjon meghalt, Kim To-man, a párt Propaganda és Agitációs Osztályának igazgatója, elkészítette Az őszinteség cselekedete című művet – amelyet hol filmként, hol színdarabként mutattak le –, amely a férje iránti odaadását ábrázolta.  Kim Ir Szen nem helyeselte ezt, és arra utalt, hogy az indokolatlan lojalitást tükröz. Kim To-man Pak szülőházát is újjáépíttette. Úgy tűnik, hogy Pakról engedély nélküli életrajz készült, miközben a Kim Ir Szenről szóló propagandaanyagok terjesztését elhanyagolták. Ezeket a cselekedeteket a Kim Ir Szennel szembeni hűtlenség végső megnyilvánulásaként fogták fel.
Pakot hamarosan Coj Jen Gen, a Legfelsőbb Népi Gyűlés (SPA) Állandó Bizottságának elnöke elítélte a „feudális, konfuciánus eszmék” terjedése miatt. Azzal vádolták, hogy nem támogatja a párt katonai vonalát; nyíltan kigúnyolta Kim Ir Szen „egy száz ellen” szlogenjét, azzal a következtetéssel, hogy annak szó szerinti értelmezése nem lehet igaz. Állítólag az ő felelősségi körébe tartozó gyártási terveket nem teljesítették. Emellett a régi Kapszani Műveleti Bizottság tagjait fontos pozíciókba léptette elő. A tehát frakció nepotista és regionalista(a saját származási helyükről vettek csak fel embereket pozíciókba) volt. Pak szövetségesét, Ji Hjo-szunt, a Dél-koreai Ügyek Általános Hivatalának igazgatóját okolták a dél-koreai titkos műveletek kudarcáért. Továbbá beosztottja, Rim Csun-csu állítólag elhanyagolta ezeket a dél-koreai műveleteket, azért hogy egy regény kiadására koncentrálhasson.  A frakcióvezetőket „revizionistáknak” is nevezték, és azt mondták, hogy arra kényszerítették az embereket, hogy a Csoszon-dinasztia korából származó „feudalista” irodalmat olvassanak. Ezeket Kim Ir Szen jóváhagyása nélküli politikának, személyi kultusza és tekintélyének súlyos aláásásaként tekintették. A frakciót Kína-pártinak is tartották, ellentétben Kim Moszkva-párti vonalával.

## A frakcióval való leszámolás
Kim Ir Szen a frakció eszméit és tevékenységét az uralmára és az államra leselkedő fenyegetésként fogta fel. 1967 márciusában Kim egy „A pártmunka javításáról és a pártkonferencia határozatainak végrehajtásáról” (당 사업을 개선하고 당대회 결정을 관철할데 대하여) című beszédében figyelmeztetésnek álcázva támadta meg a frakció tagjait, és azzal vádolta őket, hogy „különcködést” gyakorolnak. Kim megoldása a problémára egy „monolitikus ideológiai rendszer” volt, amellyel maga köré gyűjtötte a párt tagjait. Kim figyelmeztette a párttisztviselőket, hogy ne álljanak a frakciósok oldalára. A frakció tagjai figyelmen kívül hagyták figyelmeztetéseit, és tartották magukat az álláspontjukhoz. Végül Kim egy titkos találkozón engedélyt kapott hűséges párttagjaitól a kapszan (kapsan)i frakció eltávolítására. Ezt követően széles körű tisztogatási hullám következett a frakció valódi és a feltételezett tagjai körében. A párt negyedik Központi Bizottságának 15. plenáris ülésén, április 4–8. között Kim több mint 100 frakciótagot záratott ki hivatalosan a koreai kommunista pártból. Pak Kumcshol (Pak Kŭm-ch'ŏl)t egy vidéki gyárba küldték dolgozni. 1967 májusában meghalt vagy kivégezték, vagy "öngyilkos" lett. Másokat bűncselekményekkel vádoltak, és "eltűntek" a nyilvánosság elől, fogolytáborokba kerültek. Ji Hjo-szunt, Kim To-mant, Pak Jong-gukot és Ho Sok-szont halálra ítélték. 
Május 25-én Kim beszédet mondott a párt ideológiai apparatcsikjainak „A párt propagandamunkájának irányításában a közvetlen feladatokról” (당면한 당선전사업방향에 대하여) címmel. A beszéd, talán a legfontosabb, amit valaha mondott, „Május 25-i tanításként” vált ismertté, és Kim támogatói számára politikai fegyverré vált a párton belüli frakciós elemek leleplezésére. Fjodor Tertyitszkij kutató az 1865. december 18-i amerikai történelem, az 1933. március 24-i német történelem, vagy az 1956. február 20-i szovjet történelem fontosságához hasonlítja ezt a beszédet. A beszéd fontossága ellenére soha nem hozták nyilvánosságra, a hozzáférés csak a Koreai Munkapárt tagjaira korlátozódott. A beszédről szűkszavú említést tesz az 1968-as Koreai Központi Évkönyv: „1967. május 25. – A tisztelt Kim Ir Szen elvtárs beszédet mondott a párt ideológiai munkásainak egy csoportja előtt, melynek címe: »A párt propagandamunkájának irányaiban az azonnali feladatokról«.” Ezt követően évtizedeken át – egészen Kim Dzsongil korszakáig – a beszédet név szerint nem említették, és nem is idézték.  Néha összekeverik egy másik, azonos dátumú és széles körben elérhető beszéddel, melynek címe „A kapitalizmusból a szocializmusba való átmenet problémájáról és a proletariátus diktatúrájáról”. Ami a május 25-i, nem elérhető tanítóbeszédet illeti, annak tartalma Tertyitszkij szerint pontosan kikövetkeztethető Kim 2008-as hivatalos életrajzának következő részletéből:

„Dzsucse 56. (1967) május 25-én tartott beszédében a Nagy Vezér kijelentette, hogy a polgári és revizionista elemek ideológiai mérge a polgári ideológia, a revizionista ideológia, a lakájok ideológiája, valamint Konfuciusz és Menciusz feudális eszméi, és kimutatta, hogy ezek az eszmék alkotják a frakciósok központi ideológiájának gyökerét. Ezt az ideológiai mérget évekig figyelmen kívül hagyták, így a megtisztítására irányuló küzdelem is hosszú időt vesz igénybe, és kitartóan és erőteljesen kell folytatni. A Vezér azt tanította, hogy ebben a küzdelemben óvatosnak kell lennünk az adminisztratív módszerekkel kapcsolatban, és alaposan el kell érnünk az ideológiai nevelés és az ideológiai harc összevonását.
A Nagy Vezér több kategóriába sorolta a polgári és revizionista elemek követőit, és azt az irányelvet állította fel, hogy mivel nem sikerült megfelelően létrehozni a Párt monolitikus ideológiai rendszerét és a forradalmi világnézetet, azokat, akik azt hitték, hogy minden, amit a vezetés parancsolt, helyes, és vakon követték [a frakciósokat], alaposan át kell képezni, azokat pedig, akik ideológiailag ingadoztak és az ő hegedűjükre táncoltak, ideológiai harc révén kell átnevelni.
A Nagy Vezér utasította az összes kádert és párttagot, hogy alaposan ismerjék meg a polgári és revizionista elemek bűnöző tevékenységének és ravasz trükkjeinek természetét és káros következményeit, és hogy teljes mértékben megértsék a Párt monolitikus ideológiai rendszerének szükségességét, természetét, feladatait és megvalósítási módjait.”

Tertyickij Kim Dzsongil utódjául való kiválasztását a beszéd napjára datálja. Valóban, Kim Dzsongil részt vett a frakció kivizsgálásában. A feladatot Kim Ir Szen delegálta rá. Kim Dzsongil akkoriban mindössze 26 éves volt, és ez volt az első hivatalos feladat, amit apja adott neki. Amikor Kim Dzsongil beszédet mondott a plenáris ülésen. Valószínűleg május 25-én adott egy másikat – „A külügyekkel foglalkozó tisztviselők körében szilárdan megalapítsuk a párt monolitikus ideológiai rendszerét” ({{{2}}} ({{{1}}})) – amely szorosan visszhangozta apja május 25-i tanítását. Kim Dzsongil neve nyilvános dokumentumokban is felmerült, valószínűleg most először, ami arra utalt, hogy már úton van afelé, hogy Kim Ir Szen örököse legyen. Hat hónappal a tisztogatás után, a párt egy nem tervezett ülésén Kim Ir Szen az „Őszinteség cselekedete” című szavaival hűségre szólított fel a filmiparban, amely elárulta őt.  Kim Dzsongil maga jelentette be, hogy készen áll a feladatra, és ezzel megkezdte filmes karrierjét. Kim elhagyta a párt Szervezési és Irányító Osztályát, hogy átvegye a PAD-ot, amelyet az incidens megrongált. Támogatta egy kizárólag apja köré épülő monolitikus ideológia létrehozását. Kim egy egyhónapos filmes konferenciát hívott össze, hogy újraorientálja(megregulázza) az ország filmiparát a Kapszan frakció "mérgétől" való megtisztítással. 1969-re véget értek a tisztogatások.

## Következmények
A Kapszan frakció incidens Lim Jae-cheon tudós szavaival élve „vízválasztó volt az észak-koreai politikában”. Ez volt az utolsó jelentős kihívás Kim Ir Szen pozíciója ellen. A frakció eltávolítása után Kim hatalmi befolyása megkeményedett, és személyi kultusza felerősödött. Ezt követően a személyi kultuszának fellendülése következett, hasonlóan a kínai kulturális forradalomhoz. Bevezették a Kim Ir Szen jelvényeket, és kötelezővé vált Kim idézése a nyilvános gyűléseken.

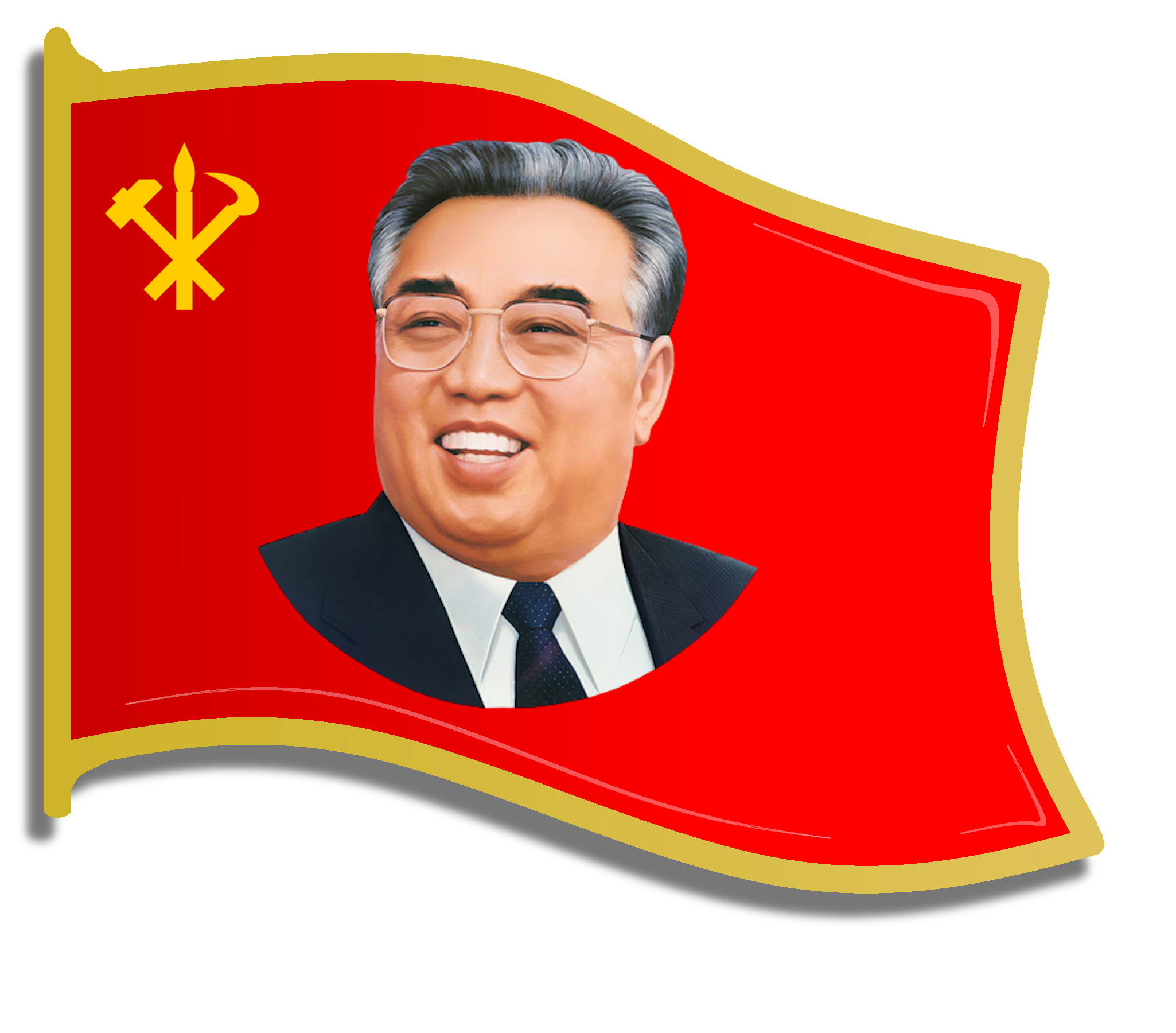
A modern Kim Ir Szen jelvény

Az összes eddig megjelent könyvet ellenőrizték a (politikai) megfelelés szempontjából, és sok kötetet elégettek. Az incidens után nem sokkal Kim Yong-ju, Kim Ir Szen testvére, a befolyásos „Tíz alapelv a monolitikus ideológiai rendszer létrehozására” című könyvben foglalta bele az uralkodó ideológiát.  Kim Ir Szen 1967. december 16-án az SPA-ban tartott beszédében jelentette be az alapelveket a nyilvánosság előtt, melynek címe: „Töltsük bele a függetlenség, az önfenntartás és az önvédelem forradalmi szellemét alaposabban az állami tevékenység minden ágába”  자주, 자립, 자위의 혁명정신을 더욱 철저히 구현하자)volt.  Az eset után a "vezető"-t jelentő koreai szó, a suryong, amelyet korábban Leninre vagy Sztálinra használtak,már kizárólag Kim Ir Szent jelentette.
Kim május 25-i beszéde megalapozta saját, Kínától vagy a Szovjetuniótól eltérő álláspontját, politikai függetlenséget biztosítva számára a két szocialista nagyhatalomtól. A
A Kapszan frakció bukásával Kim Ir Szen az észak-koreai történetírás fókuszába került. A felszabadulás során betöltött szerepe mitikus méretekre nőtt, közben más gerilla harcosokra már nem emlékeztek meg nyilvánosan. Kim Ir Szen fia,  Kim Dzsongil eltávolíttatta az összeesküvők háborús emlékiratait egy népszerű gyűjteményből, a Japánellenes gerillák visszaemlékezéseiből. Ő maga is a politikai élet középpontjába került apja mellett. 1968-ra teljessé vált az észak-koreai személyi kultusz, amely például Sztálinnal vagy Maoval ellentétben már a vezetö családjára is vonatkozott. 
Kim Ir Szen vonakodott megengedni lányának, Kim Kjong-huinak, hogy feleségül menjen Jang Szongthekhez, egy forradalmi hagyományokkal rendelkező család fiához, akinek az öröksége ekkor már nem számítottak előnynek. A két fiatal 1972-ben házasodott össze, de Jang múltjáról már nem lehetett nyilvánosan beszélni. Jang révén ragadt át a Kapszan frakció incidensének öröksége a Kim Dzsong Un-korszakba mint a leszámolás tipikus példája. 2013-ban Kim Dzson Un megtisztította a pártot a korábbi patrónusaitól és kivégeztette Jangot. Kim, akárcsak nagyapja, Kim Ir Szen, pjongdzsinnek nevezte katonai-gazdasági politikáját, és a monolitikus ideológiai rendszer létrehozásának tíz alapelvét úgy frissítették, hogy Kim Dzsong Unra hivatkozzanak. Stephan Haggard arra a következtetésre jut, hogy bár „Kim Dzsong Un pjongdzsin vonala nem pontosan Kim Ir Szen vonala, és Jang Szong Thaek sem a Kapszan frakció tagja... az alapvető dinamika némileg hasonlónak tűnik: a vezetői rendszerrel szembeni kihívásokra nemcsak tisztogatásokkal válaszolnak, hanem az egység és az engedelmesség fontos ideológiai indokaival is.”

## Fordítás
Ez a szócikk részben vagy egészben  a   Kapsan faction incident című angol Wikipédia-szócikk ezen változatának fordításán alapul.  Az eredeti cikk szerkesztőit annak laptörténete sorolja fel. Ez a jelzés csupán a megfogalmazás eredetét és a szerzői jogokat jelzi, nem szolgál a cikkben szereplő információk forrásmegjelöléseként.